# Нанджао
Нанджао (на китайски: 南詔; на пинин: Nánzhào) е историческа държава в Югоизточна Азия.
Тя възниква през 737 година, когато със съдействието на империята Тан няколкото княжества в басейна на езерото Ърхай са обединени под общо управление. След няколко военни успеха срещу Тан около 750 година, Нанджао разпростира властта си над днешен Юннан и съседни части на Мианмар, Тайланд, Лаос и Съчуан, а през 829 година превзема големия съчуански град Чънду. От 70-те години на IX век държавата запада и през 937 година е заменена от Дали.